# デニス・ロッドマン
デニス・キース・ロッドマン（Dennis Keith Rodman, 1961年5月13日 - ）は、アメリカ合衆国・ニュージャージー州トレントン出身の元プロバスケットボール選手であり、非公式の北朝鮮の米国親善大使。主にデトロイト・ピストンズ、シカゴ・ブルズなどで活躍した。
1980年代〜90年代のNBAにおいて、当時を代表する優れたディフェンダーであり、歴代でも屈指のリバウンダーであった（1992-1998で7年連続NBAリバウンド王）。ロッドマンのディフェンスに対する考え方は、NBAに多大な影響を与えた。髪を染める、全身にタトゥーを入れる、女装癖を隠さないなど、奔放なライフスタイルも話題を集め、コート内外で起こす様々な騒動も注目された。5回の優勝経験を持つ。ニックネームは「the Worm (ザ・ワーム)」。2011年にバスケットボール殿堂入りを果たし、2021年にはNBA史上最も偉大な75人の選手にも選ばれた。

## プロ入りまで
少年時代をオーク・クリフのプロジェクト（スラムの住人のための公営住宅）で過ごした。バスケットも高校2年生の時には代表にも選ばれず、挫折して本格的に始めたのは大学に入ってからだった。それまでは空港の整備や、万引き、ホームレスなど、その後NBAプレーヤーになるとは想像すらつかぬ日々を過ごしていた。大学に入ったのも妹の友人のロリータ・ウェストブルックの勧めで、テキサス州のクッキー郡短大に進学したのである。その後、サウスイースタン・オクラホマ州立大学に編入し、大学の2部リーグに相当するNAIA（全国大学体育協会）で活躍した。ロッドマンは、1985年と1986年にこのリーグでリバウンド首位になった。短大と大学でプレイした4年間の平均得点は25点を超え、NBAのチームにも知られるようになった。その頃から得点する事よりも、リバウンドする事のほうに快感を覚えはじめていた。

## プロ選手としてのキャリア

### デトロイト・ピストンズ
1986年のNBAドラフトにて2巡目全体27位でデトロイト・ピストンズから指名され入団。ルーキーシーズンはベンチから出場した。翌シーズンは出場時間を延ばし、平均11.6得点、8.7リバウンドの成績を残した。
この時期のピストンズはチームとして急成長を続けており、優勝をうかがえる位置に近づきつつあった。ポイントガードのアイザイア・トーマス、センターのビル・レインビアを擁し、監督チャック・デイリーに率いられたチームは、乱暴なプレイすら厭わない激しいディフェンスで知られ、“バッドボーイズ”と呼ばれた。レインビアやリック・マホーン、ジョン・サリーとともに、ロッドマンもバッドボーイズを構成する重要な一員だった。彼らは「勝つために手段を選ばない」、「やり方が汚い」とリーグ中で嫌われ、NBAに対し公式に抗議するチームもあった。
この頃のロッドマンは、細身で主なポジションはスモールフォワードだった。平均得点は10点ほど取っておりディフェンスやリバウンドでもチームにますます貢献するようになっていた。ピストンズは、イースタン・カンファレンスを支配していたボストン・セルティックスを脅かすようになり、1987年には52勝30敗とカンファレンス屈指の強豪になっていた。このシーズンのプレイオフ、ピストンズはカンファレンス・ファイナルまで進み、セルティックスを第7戦まで追い詰めるものの、一歩及ばず敗退した。
セルティックスに敗れた後、ロッドマンとチームのエース、アイザイア・トーマスは、セルティックスのスター選手で、史上最高の白人選手としての呼び声も高いラリー・バードに対し「白人だからもてはやされているに過ぎない」と発言し、物議を醸した。その後トーマスとロッドマンはバードに謝罪し、バードはこれを受け入れた。
翌1988年、ピストンズはついにNBAファイナルに進出するが、第7戦まで競った末マジック・ジョンソンのロサンゼルス・レイカーズに敗れた。続く1988-89シーズン、ピストンズはリーグ最高の63勝19敗をマーク。ロッドマンは初めてオールNBAディフェンシブファーストチームに選出され、優秀なディフェンダーであることを示した。ピストンズはNBAファイナルに進み、怪我で主力を欠いたレイカーズを4戦で下して優勝を果たした。
1989-90シーズンのピストンズはリーグ2位タイの59勝をあげ、3年連続でファイナルに進出。ポートランド・トレイルブレイザーズを4勝1敗で退け、2年連続の優勝を決めた。ロッドマンはこのシーズン初めてNBA最優秀守備選手賞に輝き、インタビュアーの前で男泣きして見せた。翌1990-91シーズンにも同じ賞を受賞、ロッドマンは2年連続でリーグ最高のディフェンダーとして認められることとなった。
2連続優勝を成し遂げた「バッドボーイズ」ピストンズは絶頂期にあり、強引とも言える強力なディフェンスは一世を風靡したが、同じ地区のライバルチームシカゴ・ブルズは着実に力を着けていた。1991年のプレイオフ、イースタン・カンファレンス・ファイナルでピストンズはブルズと対戦。過去3年連続でピストンズに敗退してきたブルズは、このシリーズでピストンズを圧倒した。3戦全敗で迎えた4試合目、ロッドマンはブルズのスコッティ・ピッペンをコート外の観客席まで突き飛ばし、「ホモといっしょにいるのはうんざりだ」と罵った。ピッペンは顎を縫う怪我を負った。それでもブルズは115対94でこの試合に圧勝。バッドボーイズの覇権は2年間で終わりを告げた。
翌1991-92シーズン、ロッドマンのシーズン平均リバウンド数は18.7で、リーグのリバウンド王となった。この平均リバウンド数は20シーズンで最高の数字だった。ロッドマンはこのシーズンから7年連続でリバウンド王の座を保ち続ける。1992年3月4日のインディアナ・ペイサーズ戦ではキャリアハイとなる34リバウンド（内オフェンシブリバウンド18本はNBAタイ記録）をあげた。これはNBA史上、1979年2月9日の試合で37リバウンドを記録したモーゼス・マローン、1988年4月22日の試合で35リバウンドを記録したチャールズ・オークリーに次ぐ歴代3位の記録となっている。
次の1992-93シーズン、ロッドマンは年平均リバウンド数が18.3本と変わらず素晴らしい水準だったがチームの勝ち数は40勝まで落ち、シーズンを負け越していた。ロッドマンはこの時期大いに悩んでおり、ある晩ライフルを持ってトラックの中にいるところを発見されるという事件があった。この時ロッドマンは自殺を考えたが、自分の中の「もう一人の自分」を撃ち殺して生まれ変わった、とのちに自伝で語っている。
このシーズンが終わると、ロッドマンはサンアントニオ・スパーズにトレードされた。

### サンアントニオ・スパーズ
スパーズではエースのセンターデビッド・ロビンソンがキャリアの全盛期に入りつつあり、ロッドマンの役どころはロビンソンの負担を減らしてリバウンド、ディフェンス面でチームに貢献することだった。移籍1年目の1993-94年には、ロッドマンはリバウンド、ロビンソンは得点と、スパーズは二つの部門でリーグトップの選手を出すという快挙となった。チームのシーズン成績は55勝27敗とディビジョンでヒューストン・ロケッツに次いで2位。プレイオフでは、スパーズは1回戦でユタ・ジャズに敗れた。
翌シーズン、スパーズはリーグ最高の62勝を達成、ロビンソンはMVPに選ばれた。ロッドマンは4年連続のリバウンド王、そしてオールNBAディフェンシブファーストチーム選手選出とチームの躍進に貢献したが、スパーズはプレイオフのカンファレンス・ファイナルでヒューストン・ロケッツに敗退した。
スパーズに在籍した2年間で、ロッドマンはいくつかの騒動を起こし、マスコミやチームに変わり者として扱われるようになった。
歌手のマドンナとの交際が話題になったのはこの時期であり、初めて髪を染めて登場したのもスパーズ時代だった。またしばしば練習に遅刻することがあり、大事な試合の日に遅れることもあった。1995年のプレイオフ、カンファレンス・ファイナルの試合中には、タイムアウト中にチームメートや監督が話し合う中、離れた場所でシューズを脱ぎ床に座るロッドマンの姿がアップで捕えられ放送された。ボブ・ヒル監督やデビッド・ロビンソンばかりか、マスコミやファンからの非難がロッドマンに集中した。
のちに自伝で明らかにしたように、ロッドマン自身は自分に辛くあたるチームや大事な場面でリーダーシップを発揮しないロビンソンを大いに不満に思っており、スパーズとしてもロッドマンは厄介者となっていた。
2シーズンを過ごした後、ロッドマンはシカゴ・ブルズにトレードされた。

### シカゴ・ブルズ
1991年から1993年まで3連覇を果たしていたブルズの中心メンバーだったホーレス・グラントは1994年にオーランド・マジックに移籍していた。シカゴに移ったロッドマンは、グラントが占めていたパワーフォワードの役割を果たすことが期待されていた。
一方で、数々の物議を醸した「問題児」ロッドマンを不安視する声もあった。彼はかつてブルズに忌み嫌われた「バッドボーイズ」の一員であり、スコッティ・ピッペンに試合中のファウルで大怪我を負わせたこともあった。
ロッドマンはフィル・ジャクソン監督に敬意を持つようになり、当時ブルズが採用していたトライアングル・オフェンスの複雑な戦術を早々と理解した。試合中にエキサイトする場面でも、リーグを代表するジョーダンやピッペンになだめられ、ロッドマンもチームのためにプレーをする姿が見られるようになる。乱闘になりそうになると、チームメートが全力で止めに入り、ときには巻き込まれた味方も苦笑いするほどだったが、難解な戦術を理解するなど高いバスケットボールIQも持っていた。マイケル・ジョーダンに、「ロッドマンは私を含む誰よりも早く、トライアングル・オフェンスを理解した。」と言わしめるほどだった。試合では審判にヘッドバットするなど問題を起こすこともあったが、リバウンドとディフェンスの技術はチームに好影響を与えていた。
ジャクソン監督の指揮によりシカゴ・ブルズの選手はチームとしてよく機能し、マイケル・ジョーダン、スコッティ・ピッペン、そしてロッドマンの3人は最強のトリオ、通称 「レッドアサルト」としてセンセーションを巻き起こした。1995-96シーズンのブルズは史上最高クラスのチームとして快進撃を続けた。
ロッドマン個人の人気もかつてないほど上昇していた。数試合おきに髪を染め直し、自由気ままな言動は論争を呼びつつ注目を集め、「ロドマニア」と呼ばれる熱狂的ファン集団も見られるようになった。全身のタトゥーもますます増えていった。何よりも試合での貢献度は明らかで、このシーズンも平均リバウンド数はリーグ最高、オールNBAディフェンシブファーストチームにも選出された。（このシーズンはジョーダンとピッペンもオールNBAディフェンシブファーストチーム入りし、同じチームから3名が選ばれるという快挙となった。）
ブルズは72勝10敗と史上最高の勝率でレギュラーシーズンを終えた。プレイオフではNBAファイナルに進み、シアトル・スーパーソニックスと対戦。ロッドマンは、スラムダンカーショーン・ケンプとの対決や、センターのフランク・ブリコウスキとの心理戦が注目された。ファイナルの2試合でロッドマンは、オフェンスリバウンドを11回獲得した。ブルズはスーパーソニックスを4勝2敗で下し、4度目の優勝を果たす。プレイオフを通して15勝3敗という強さだった。ロッドマンにとっては3度目の優勝だった。優勝後にシカゴで行われたセレモニーで、ロッドマンはピストンズ時代に怪我を負わせたことをピッペンに謝罪した。
このシーズンの終了後、ロッドマンは自伝 Bad As I Wanna Be（邦題『ワルがままに』）を出版、デビッド・ロビンソンやサンアントニオ・スパーズ、リーグのコミッショナーデビッド・スターンを散々にこき下ろしたほか、マドンナとの交際を赤裸々に明かすなど言いたい放題の内容が話題を集め、ベストセラーになった。ロッドマンはこの本のサイン会で新しい婚約者を紹介してやると言ってマスコミを集めてウェディングドレスを着て現れた。悪戯が話題になり人形が販売された。
翌シーズンのブルズは69勝13敗という成績を残し、チームは再びNBAファイナルに進出、ユタ・ジャズと対戦した。ロッドマンはカール・マローンとマッチアップ、二人の対決も注目された。また普段は滅多にない3ポイントシュートの成功や、苦手なはずのフリースローを大事な場面で決めるという活躍を見せることもあった。ブルズは4勝2敗で2年連続の優勝を成し遂げた。
翌1997-98シーズンは、優勝チームはこれで最後かもしれないという「ラストダンス」のシーズンとしてファンやマスコミの話題となった。このシーズンもブルズはNBAファイナルでユタ・ジャズと対戦。前シーズンに続きロッドマンはカール・マローンと対決し、ロッドマンの執拗なディフェンスはときにマローンをいらだたせた。しかしロッドマンはトニー・クーコッチに代わり先発を外されるという扱いを受け、そのためかやや集中力を欠いた場面も見られた。シリーズはブルズが制し、3年連続の優勝となった。

### ブルズ以後

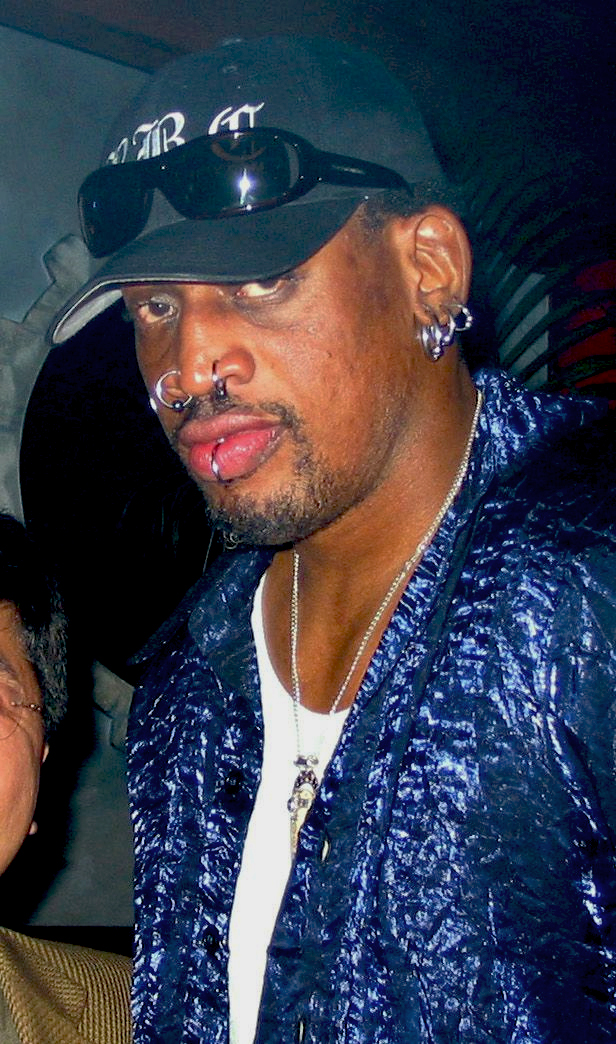
2001年のデニス・ロッドマン

1998-99シーズンはしばらくどのチームとも契約せず、シーズン後半の1999年2月にフリーエージェントとしてロサンゼルス・レイカーズと契約。23試合に出場し、約2か月の4月に解雇された（リバウンドでは2桁リバウンドと活躍していた）。このシーズンでロッドマンの連続リバウンド王獲得は途切れることになった。
次のシーズンはダラス・マーベリックスに参加し、38歳ながら平均14.3リバウンドと衰えのないリバウンド奪取能力を披露するが、僅か12試合の出場のみでシーズン途中の2000年3月に解雇され、現役を退いた。2003年アメリカ・独立リーグABAのロングビーチ・ジャムと契約し、現役に復帰し優勝する。（ここから、2006年まで様々なリーグを転々とする。）

### 現役引退後

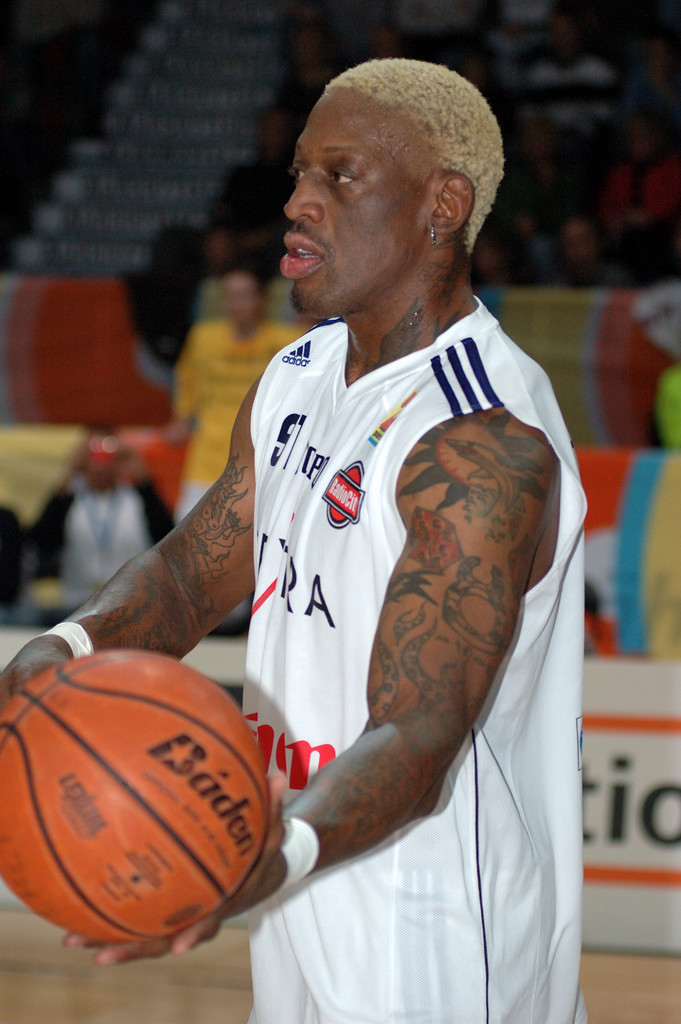
デニス・ロッドマン、 フィンランドのTorpan Pojat（2005年）

2011年2月11日、デトロイト・ピストンズはロッドマンのピストンズ在籍時の背番号「10」を永久欠番にすることを発表した。
2011年2月18日、選定審査委員会より2011年バスケットボール殿堂入りの候補者として発表される。
同年4月4日、ネイスミス・メモリアル・バスケットボール殿堂入りが決定。クリス・マリンらとともに、バスケットボールに対する貢献を認められ、その栄誉が称えられた。
2013年2月26日から3月1日にかけて北朝鮮を訪問し、金正恩第1書記とも対面した。
2022年NBA75周年オールタイムチームのフォワード部門で選出される。
2022年、ブリトニー・グライナーを釈放するため、ロシアへ行く許可を得たことを明らかにする。

## プレースタイル
ロッドマン本人が全く執着しなかったこともあるが、数字にも現れている卓越したディフェンス能力に比べて、得点能力は低く、シュートとフリースローも苦手なために（1997年12月29日のダラス・マーベリックス戦ではフリースローの苦手なロッドマンに対してババ・ウェルズがわずか3分間で6回のファウルを行い、ファウルアウトした。これはNBA記録である。）、オフェンスではリバウンド以外の能力は数字から低く見られる。しかし、ブルズ時代にはトライアングルオフェンスに順応し、彼の得点能力の低さを逆利用し、得点能力の高い選手に迷わずパスを回しチームオフェンスを活性化させたり、豊富な運動量で積極的に味方選手の補助としてスクリーンを掛けにいき、味方がシュートを外せばリバウンドを制し、再び味方にボールを回しセカンドチャンス、サードチャンスを渡すという非常に有機的なプレイを実践していた。リバウンドの個人タイトルだけでなくNBA優勝経験が二つのチームに渡り5度もあるという実績は、数々の名選手が一度もチャンピオンリングを手にする事なく引退していったケースを鑑みても、彼がただ偶然チームに恵まれていただけと言うにはあまりにも優秀すぎる実績であり、彼が数字に表れない独創的な在り方でチーム力にどれほど貢献していたのかは疑うべくもない。
彼のリバウンドセンスは天性のものと評されることが多いが、実は（プロスポーツにおいては当然ではあるが）恒常的な努力に負っていた部分が大きい。NBA入り当時は、チームメイトが帰った後一人であらゆる角度からシュートを打ち、どこからシュートをすればボールがどうリバウンドするかを研究したが、その姿勢は変わることはなく、自分のチームのシューティング練習中には、もっぱら自分で練習することはせず、チームメイトのシュートを観察していたという。これにより各人のシュートコースや、リバウンド方向の「クセ」を学習していたという。極稀にわざとゴール下のシュートを落とし、オフェンスリバウンドとして計上しているのではないか、というような印象も持たれることもあり、上記の点は真偽は不明であるが、彼自身リバウンド王の記録に多少なりとも拘っていたことは事実である。「リバウンドは掴むものではなく、触るもの」と自身が言うように、リバウンドにかける嗅覚・執念は常人のそれを遥かに超えていた。また、彼のキャリアの晩年は得点力はさらに衰えたがリバウンド力はほとんど衰えなかった。

## 私生活

### 訴訟
ロッドマンはいくつかの問題を起こし、訴訟に発展している例もある。1998年にはカメラを叩き落とされて脅されたとして女性に訴えられ、そのすぐ後にラスベガスのホテルにあるカジノでセクハラを受けたとして従業員の女性に提訴された。2000年には婦女暴行を行ったとして1000万ドルの損害賠償を請求されている。2005年7月にはスピード違反で検挙され、同年9月に裁判所に出頭しなかったとして逮捕の可能性があると警告された。
2008年4月30日には交際していた女性に暴力を振るった疑いで逮捕され、5月1日に5万ドルの保釈金を支払って釈放された。

### 芸能活動
映画やテレビドラマにも出演している。1997年の映画『ダブルチーム』では、ジャン＝クロード・ヴァン・ダムと共演したが、同作ではゴールデンラズベリー賞の最悪助演男優賞・最悪新人俳優賞・最悪スクリーンカップル賞を受賞している。1999年の『サイモン・セズ』では主演した。その他の出演作品は、『エディー/勝利の天使』『バップス』『デニス・ロッドマン ストーリー』『SOF season2』『エアブレイク』など。

### プロレス
1997年以降、nWoのメンバーとなって、プロレス団体WCWが主催する試合に出場し、レスラーを相手に戦ったことがある。1998年には、ハルク・ホーガンとタッグを組みカール・マローンのチームと対戦した。

### 結婚
最初の妻との間に1988年、娘をもうけたが、1990年代初めに離婚した。
1998年11月に女優のカルメン・エレクトラとラスベガスで結婚するが、半年後の1999年4月に離婚した。
同年出会った女性との間に2000年に息子が、2002年に娘(トリニティ・ロッドマン)が生まれた。2003年の42歳の誕生日に結婚したが、2004年に妻から離婚届が提出され、2012年、裁判所が離婚を認めた。

### 日本でのテレビ出演
ダンロップのCMに出演した他、1997年にはフジテレビ系『疾風怒涛!FNSの日スーパースペシャルXI真夏の27時間ぶっ通しカーニバル 〜REBORN〜』で明石家さんま、ダウンタウンらと共演。関西テレビ・フジテレビ系『SMAP×SMAP』では香取慎吾が「デニス・カッドマン」というパロディキャラを演じるコントがあり、ロッドマン本人が「デニス・カッドマンの友人の佐々木くん」役でゲスト出演。

### 総合格闘技
K-1を主催するFEGと契約を結び、2007年6月2日にロサンゼルス・メモリアル・コロシアムで開催された「Dynamite!! USA」の開会セレモニーでの聖火リレーに参加し、総合格闘技参戦を表明。記者会見では「UFCはクソ。K-1が一番。」と発言したが、現在のところ試合の予定はない。ロッドマンとFEGの仲介をYOSHIKIが行った。

### 音楽
好きな音楽はカントリー・ミュージックとヘヴィメタルであると公言している。

### 政治：ドナルド・トランプ支持
2015年から2016年にかけてロッドマンは、自分が右派のドナルド・トランプ（共和党）の友人であり、ビジネスマンであるトランプが大統領にふさわしいとの意見を表明した。

### 詐欺被害
ハーバード大卒でウォール街のやり手という触れ込みのペギー・アン・フルフォードという女性に資産運用を任せたがその肩書きは詐欺を働くための嘘で、10年以上資産を横領され、ロッドマンがクレジットカードをストップされるほどほとんどの財産を使い込まれた。ペギー・アン・フルフォードは逮捕され懲役10年の判決を受けるが、母親がいないロッドマンは母親のように接した彼女を信じ続けていると言っている

## 個人成績
| ORB | オフェンスリバウンド   |
| DRB | ディフェンスリバウンド |

### レギュラーシーズン
| シーズン     | チーム       | GP  | GS  | MPG  | FG%   | 3P%  | FT%  | ORB | DRB  | RPG   | APG | SPG | BPG | PPG  |
| ------------ | ------------ | --- | --- | ---- | ----- | ---- | ---- | --- | ---- | ----- | --- | --- | --- | ---- |
| 1986–87      | DET          | 77  | 1   | 15.0 | .545  | .000 | .587 | 2.1 | 2.2  | 4.3   | .7  | .5  | .6  | 6.5  |
| 1987–88      | DET          | 82  | 32  | 26.2 | .561  | .294 | .535 | 3.9 | 4.8  | 8.7   | 1.3 | .9  | .5  | 11.6 |
| 1988-89†     | DET          | 82* | 8   | 26.9 | .595* | .231 | .626 | 4.0 | 5.4  | 9.4   | 1.2 | .7  | .9  | 9.0  |
| 1989-90†     | DET          | 82* | 43  | 29.0 | .581  | .111 | .654 | 4.1 | 5.6  | 9.7   | .9  | .6  | .7  | 8.8  |
| 1990–91      | DET          | 82* | 77  | 33.5 | .493  | .200 | .631 | 4.4 | 8.1  | 12.5  | 1.0 | .8  | .7  | 8.2  |
| 1991–92      | DET          | 82  | 80  | 40.3 | .539  | .317 | .600 | 6.4 | 12.3 | 18.7* | 2.3 | .8  | .9  | 9.8  |
| 1992–93      | DET          | 62  | 55  | 38.9 | .427  | .205 | .534 | 5.9 | 12.3 | 18.3* | 1.6 | .8  | .7  | 7.5  |
| 1993–94      | SAS          | 79  | 51  | 37.8 | .534  | .208 | .520 | 5.7 | 11.6 | 17.3* | 2.3 | .7  | .4  | 4.7  |
| 1994–95      | SAS          | 49  | 26  | 32.0 | .571  | .000 | .676 | 5.6 | 11.2 | 16.8* | 2.0 | .6  | .5  | 7.1  |
| 1995-96†     | CHI          | 64  | 57  | 32.6 | .480  | .111 | .528 | 5.6 | 9.3  | 14.9* | 2.5 | .6  | .4  | 5.5  |
| 1996-97†     | CHI          | 55  | 54  | 35.4 | .448  | .263 | .568 | 5.8 | 10.2 | 16.1* | 3.1 | .6  | .3  | 5.7  |
| 1997-98†     | CHI          | 80  | 66  | 35.7 | .431  | .174 | .550 | 5.3 | 9.3  | 15.0* | 2.9 | .6  | .2  | 4.7  |
| 1998–99      | LAL          | 23  | 11  | 28.6 | .348  | .000 | .436 | 2.7 | 8.5  | 11.2  | 1.3 | .4  | .5  | 2.1  |
| 1999–00      | DAL          | 12  | 12  | 32.4 | .387  | .000 | .714 | 4.0 | 10.3 | 14.3  | 1.2 | .2  | .1  | 2.8  |
| 通算:14年    | 通算:14年    | 911 | 573 | 31.7 | .521  | .231 | .584 | 4.8 | 8.4  | 13.1  | 1.8 | .7  | .6  | 7.3  |
| オールスター | オールスター | 2   | 0   | 18.0 | .364  | —    | —    | 5.0 | 3.5  | 8.5   | .5  | .5  | .5  | 4.0  |

### プレーオフ
| シーズン | チーム | GP  | GS | MPG  | FG%  | 3P%  | FT%  | RPG  | APG | SPG | BPG | PPG |
| -------- | ------ | --- | -- | ---- | ---- | ---- | ---- | ---- | --- | --- | --- | --- |
| 1987     | DET    | 15  | 0  | 16.3 | .541 | —    | .563 | 4.7  | .2  | .4  | 1.1 | 6.5 |
| 1988     | DET    | 23  | 0  | 20.6 | .522 | .000 | .407 | 5.9  | .9  | .6  | .6  | 7.1 |
| 1988-89† | DET    | 17  | 0  | 24.1 | .529 | .000 | .686 | 10.0 | .9  | .4  | .7  | 5.8 |
| 1989-90† | DET    | 19  | 17 | 29.5 | .568 | —    | .514 | 8.5  | .9  | .5  | .7  | 6.6 |
| 1991     | DET    | 15  | 14 | 33.0 | .451 | .222 | .417 | 11.8 | .9  | .7  | .7  | 6.3 |
| 1992     | DET    | 5   | 5  | 31.2 | .593 | .000 | .500 | 10.2 | 1.8 | .8  | .4  | 7.2 |
| 1994     | SAS    | 3   | 3  | 38.0 | .500 | .000 | .167 | 16.0 | .7  | 2.0 | 1.3 | 8.3 |
| 1995     | SAS    | 14  | 12 | 32.8 | .542 | .000 | .571 | 14.8 | 1.3 | .9  | .0  | 8.9 |
| 1995-96† | CHI    | 18  | 15 | 34.4 | .485 | —    | .593 | 13.7 | 2.1 | .8  | .4  | 7.5 |
| 1996-97† | CHI    | 19  | 14 | 28.2 | .370 | .250 | .577 | 8.4  | 1.4 | .5  | .2  | 4.2 |
| 1997-98† | CHI    | 21  | 9  | 34.4 | .371 | .250 | .605 | 11.8 | 2.0 | .7  | .6  | 4.9 |
| 通算     | 通算   | 169 | 89 | 28.3 | .490 | .149 | .540 | 9.9  | 1.2 | .6  | .6  | 6.4 |

## 実績
- 5×NBAチャンピオン：1989,1990, 1996, 1997, 1998
- 2×NBAオールスターゲーム出場：1990, 1992
- 2×NBA最優秀守備選手賞：1990, 1991
- オールNBAチーム
  - 2×3rdチーム：1992, 1995
- NBAオールディフェンシブチーム
  - 7×1stチーム：1989-1993, 1995,1996
  - 2ndチーム : 1994
- 7×リバウンド王：1992–1998
- フィールドゴール成功率1位：1989
- No.10 デトロイト・ピストンズ永久欠番
- 通算成績
  - 得点：6,683
  - リバウンド：11,954
  - アシスト：1,600

## 主な記録
- リバウンド王7年連続受賞 歴代1位
- 通算リバウンド数 11,954本 歴代23位
- キャリア平均リバウンド数 13.1リバウンド 歴代12位
- NBAプレイオフトータルリバウンド数 1676 歴代12位
- NBAプレイオフ オフェンスリバウンド数 3.7 歴代13位
- レギュラーシーズン ディフェンスリバウンド数 8.4 歴代8位
- レギュラーシーズン オフェンスリバウンド数 4.8 歴代2位
- デトロイト・ピストンズ1試合最多リバウンド数 34本 チーム記録
- デトロイト・ピストンズ通算リバウンド数 6,299本 チーム4位
- デトロイト・ピストンズ通算ブロック数 399本 チーム7位